# Xysticus pieperi
Xysticus pieperi är en spindelart som beskrevs av Ono och Martens 2005. Xysticus pieperi ingår i släktet Xysticus och familjen krabbspindlar.
Artens utbredningsområde är Iran. Inga underarter finns listade i Catalogue of Life.